# Micky Dolenz
Micky Dolenz, egentligen George Michael Dolenz, Jr., född 8 mars 1945 i Los Angeles, Kalifornien, är en amerikansk sångare, gitarrist, trumslagare, regissör och skådespelare. Mest känd för att vara en av de fyra medlemmarna i popgruppen The Monkees 1966 – 1970 och vid senare återföreningar av gruppen. Efter Michael Nesmiths död 2021 är Dolenz den enda överlevande medlemmen i bandet.
Dolenz föddes på Cedars-Sinai Medical Center i Los Angeles, Kalifornien, son till skådespelarna George Dolenz och Janelle Johnson. Han har tre systrar, Gemma Marie ("Coco"; född 5 april 1949), Deborah (född 1958) och Kathleen ("Gina"; född 1960). Gemmas smeknamn, Coco, är en förkortad form av "Coco Sunshine", ett smeknamn som fick henne som barn av Micky. Coco var en frekvent gäst på uppsättningen av The Monkees TV-show och ibland en gästartist på skivor av Monkees, sjöng bakgrundssång eller duett med Micky. Hon uppträder ofta som medlem i Mickys kompband under hans konserter.

## Circus Boy

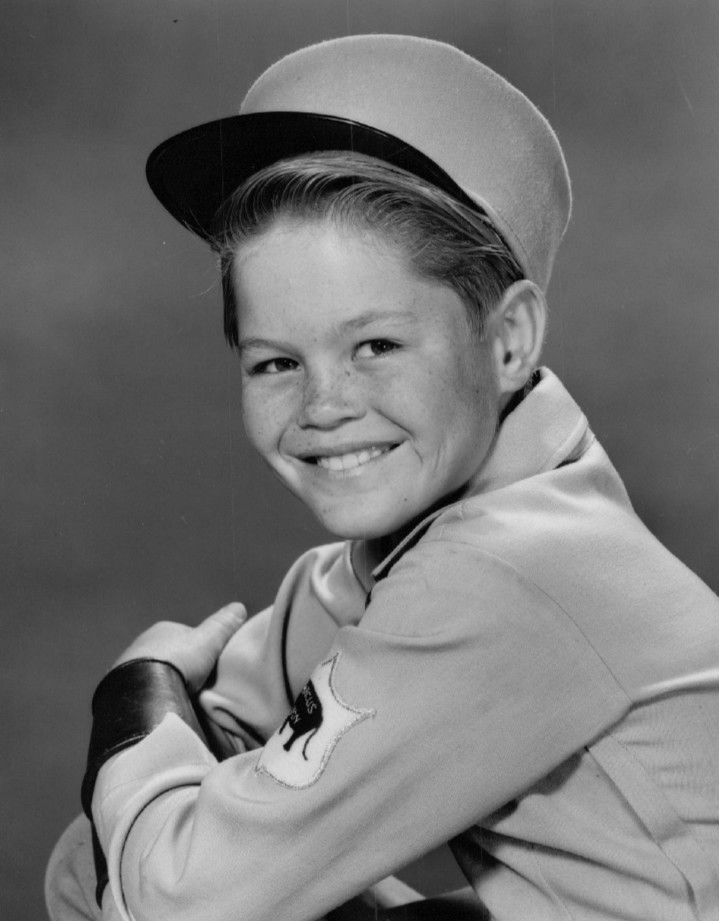
Dolenz som Corky

Dolenz började sin karriär som skådespelare i TV-serien Circus Boy 1956 när han spelad under namnet Mickey Braddock. Programmet gick i två säsonger, varefter Dolenz gjorde sporadiska framträdanden på tv-serier och fortsatte sin utbildning. Dolenz var elev vid Ulysses S. Grant High School i Valley Glen, Los Angeles, Kalifornien, och utexaminerades 1962. Dolenz studerade vid college i Los Angeles när han anställdes i rollen som "trummis" i NBC:s TV-serie "The Monkees".

## Diskografi (urval)
Se också artikel om The Monkees

Album
- Dolenz, Jones, Boyce & Hart (1976) (med Dolenz, Jones, Boyce & Hart)
- Micky Dolenz Puts You to Sleep (1991)
- Broadway Micky (1994)
- Demoiselle (1998)
- King for a Day (2010) (hyllningsalbum till Carole King)
- Remember (2010)
- A Little Bit Broadway, A Little Bit Rock and Roll (2015) (live)
- An Evening With Peter Noone & Micky Dolenz (2016) (7A Records - spoken word, live)
- The MGM Singles Collection (2016) (7A Records)
- Out of Nowhere (2017) (7A Records)
- Live in Japan (2020) (7A Records)
- Dolenz Sings Nesmith (2021) (7A Records, producerad av Christian Nesmith)